# Blanka z Namur

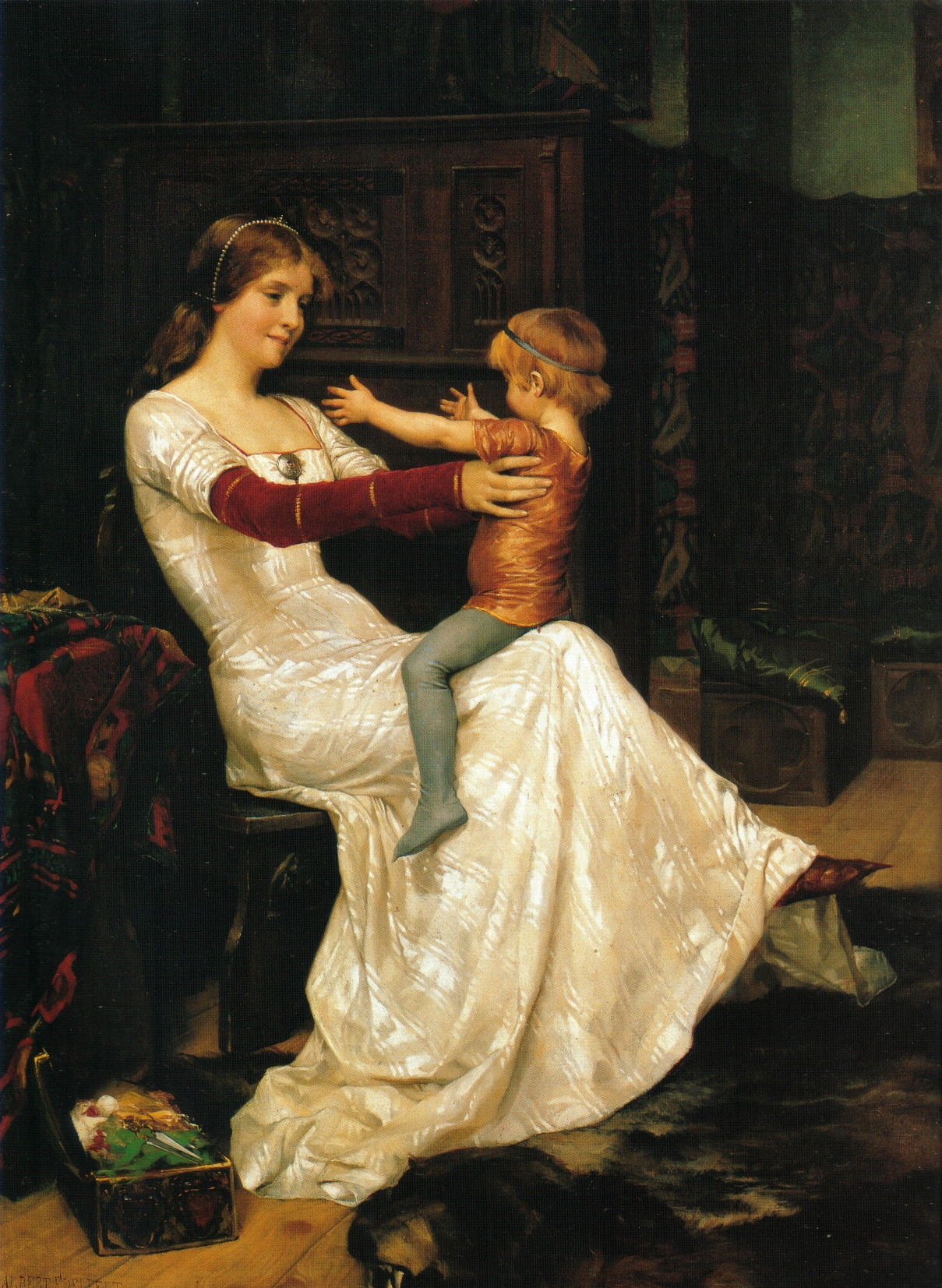
Królowa Blanka. Obraz Alberta Edelfelta (1877)

Blanka z Namur (Blanche; ur. ok. 1320 w Namur, zm. 1363 w Tunsberghus) – królowa Szwecji (1335–1363) i Norwegii (1335–1343), małżonka króla Magnusa Erikssona. Jej rodzicami byli hrabia Jan i jego żona Marie d'Artois, wywodząca się z francuskiej rodziny królewskiej. Miała pięcioro dzieci, Eryka XII Magnussona, króla Szwecji, Haakona VI, króla Norwegii i trzy córki o nieznanych dziś imionach. Dwórką Blanki i wychowawczynią jej dwóch synów była późniejsza święta Brygida.

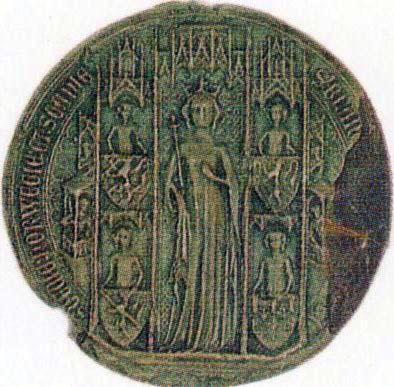
Pieczęć majestatyczna Blanki z Namur